# Affogato
Affogato (tiếng Ý, "ngập nước") là một loại đồ uống làm từ cà phê. Nó thường được pha chế bằng một muỗng vani gelato hay kem lạnh cho lên phía trên một tách espresso nóng. Một số cách pha chế khác bao gồm sử dụng một tách Amaretto hay rượu hương vị khác.